# Ząbrowo (przystanek kolejowy)
Ząbrowo – przystanek osobowy w Ząbrowie, w województwie warmińsko-mazurskim, w Polsce.

## Ruch pasażerski[2]
| Rok  | Wymiana pasażerska na dobę |
| ---- | -------------------------- |
| 2017 | 50-99                      |
| 2018 | 50-99                      |
| 2019 | 100-149                    |
| 2020 | 50-99                      |
| 2021 | 50-99                      |
| 2022 | 100-149                    |
| 2023 | 100-149                    |

## Modernizacja
W ramach modernizacji linii kolejowej E65 dokonano likwidacji stacji Ząbrowo. Obecnie Ząbrowo jest przystankiem osobowym z dwoma jednokrawędziowymi, skrajnymi peronami